# Березненська сільська рада
Бере́зненська сільська́ ра́да — адміністративно-територіальна одиниця та орган місцевого самоврядування у Старокостянтинівському районі Хмельницької області. Адміністративний центр — село Березне.

## Загальні відомості
Березненська сільська рада утворена в 1927 році.
- Територія ради: 46,4 км²
- Населення ради: 1 193 особи (станом на 2001 рік)

## Населені пункти
Сільській раді були підпорядковані населені пункти:
- с. Березне
- с. Бутівці
- с. Вербівочка
- с. Лисинці
- с. Нападівка
- с. Першотравневе
- с. Пихтії

## Склад ради
Рада складалася з 16 депутатів та голови.
- Голова ради: Григорчук Микола Іванович
- Секретар ради: Янюк Тетяна Андріївна

### Керівний склад попередніх скликань
| Прізвище, ім'я, по батькові | Основні відомості                                                         | Дата обрання | Дата звільнення |
| --------------------------- | ------------------------------------------------------------------------- | ------------ | --------------- |
| Григорчук Микола Іванович   | Сільський голова, 1969 року народження, освіта вища, безпартійний         | 26.03.2006   | 31.10.2010      |
| Григорчук Микола Іванович   | Сільський голова, 1969 року народження, освіта вища, член Народної партії | 31.10.2010   |                 |

Примітка: таблиця складена за даними сайту Верховної Ради України

### Депутати
За результатами місцевих виборів 2010 року депутатами ради стали:

#### За суб'єктами висування
| Суб'єкт висування | Кількість обраних депутатів | %    |
| ----------------- | --------------------------- | ---- |
| Партія регіонів   | 12                          | 75   |
| Народна партія    | 3                           | 18,8 |
| Самовисування     | 1                           | 6,3  |

#### За округами
| № округу        | Прізвище, ім'я, по батькові      | Дата визнання обраним | Освіта             | Партійна приналежність | Відомості про обраного депутата                 |
| --------------- | -------------------------------- | --------------------- | ------------------ | ---------------------- | ----------------------------------------------- |
| Народна Партія  |                                  |                       |                    |                        |                                                 |
| 6               | Драчук Валентина Андріївна       | 06.11.2010            | середня спеціальна | позапартійна           | ПП «Олімп», кухар                               |
| 8               | Закордонець Валентина Петрівна   | 06.11.2010            | середня спеціальна | позапартійна           | ПП «Олімп», бухгалтер                           |
| 11              | Малець Галина Іванівна           | 06.11.2010            | середня спеціальна | позапартійна           | Бутовецький будинок культури, художній керівник |
| Партія регіонів |                                  |                       |                    |                        |                                                 |
| 1               | Балаба Василь Васильович         | 06.11.2010            | середня спеціальна | позапартійний          | тимчасово не працює                             |
| 2               | Балаба Василь Іванович           | 06.11.2010            | середня спеціальна | позапартійний          | Фермерське господарство «Юрій», різноробочий    |
| 3               | Ващук Валерій Петрович           | 06.11.2010            | середня спеціальна | позапартійний          | Березненська сільська рада, землевпорядник      |
| 4               | Гаврилюк Михайло Леонідович      | 06.11.2010            | середня спеціальна | позапартійний          | Антонінське лісництво, лісник                   |
| 5               | Голюк Лариса Григорівна          | 06.11.2010            | вища               | позапартійна           | Бутовецька загальноосвітня школа, вчитель       |
| 7               | Дух Євгенія Романівна            | 06.11.2010            | вища               | позапартійна           | Бутовецька загальноосвітня школа, вчитель       |
| 9               | Закордонець Світлана Анатоліївна | 06.11.2010            | середня спеціальна | позапартійна           | Бутовецька амбулаторія, фельдшер                |
| 10              | Козачук Ірина Олександрівна      | 06.11.2010            | середня спеціальна | позапартійна           | тимчасово не працює                             |
| 12              | Нижник Оксана Василівна          | 06.11.2010            | середня спеціальна | позапартійна           | ПП «Олімп», різноробоча                         |
| 13              | Поліщук Григорій Максимович      | 06.11.2010            | середня спеціальна | позапартійний          | пенсіонер                                       |
| 14              | Поліщук Тетяна Владиславівна     | 06.11.2010            | середня спеціальна | позапартійна           | домогосподарка                                  |
| 15              | Шевель Надія Володимирівна       | 06.11.2010            | середня            | позапартійна           | тимчасово не працює                             |
| Самовисування   |                                  |                       |                    |                        |                                                 |
| 16              | Янюк Тетяна Андріївна            | 06.11.2010            | середня спеціальна | позапартійна           | Березненська сільська рада, секретар            |